# Швайпольт Фіоль
Швайпольт Фіоль (або Святополк Фіоль, нім. Schweipolt Fiol, також Sweipolt Fiol, Sebald Vehl або Veyl; близько 1460 — між 7 травня 1525 і 16 травня 1526) — засновник слов'янського книговидання кириличним шрифтом.

## Біографія

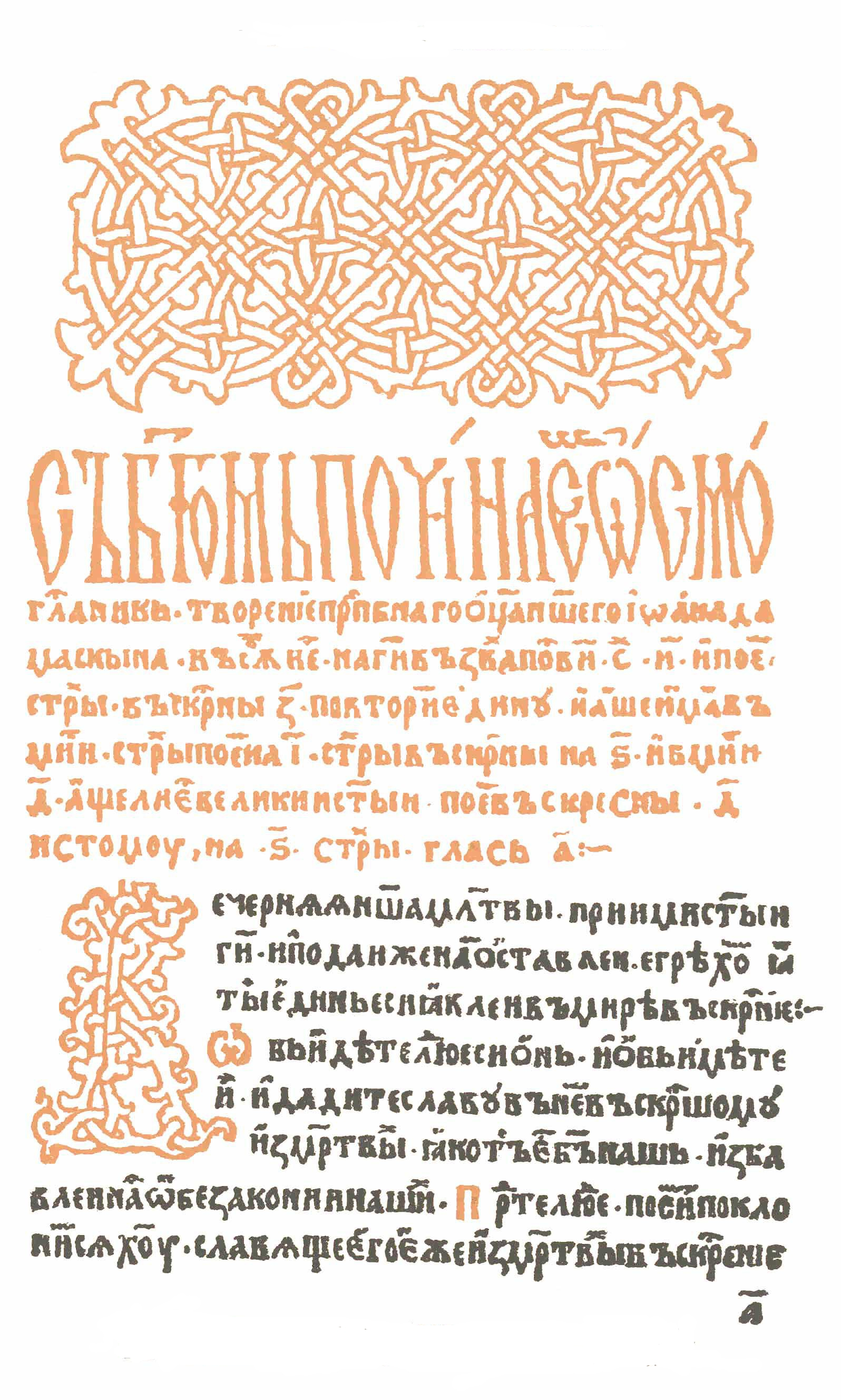
Другий аркуш Октоїха

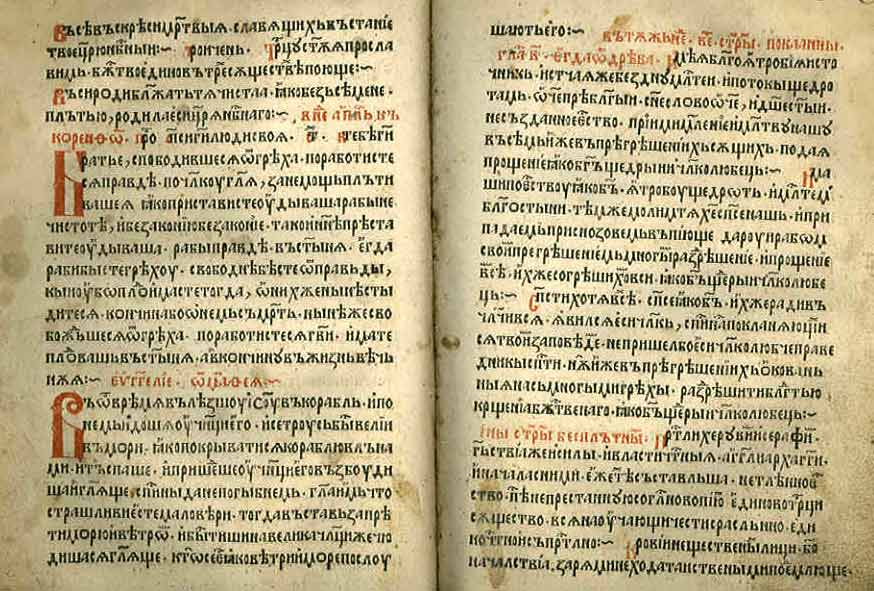
Октоїх Швайпольта Фіоля

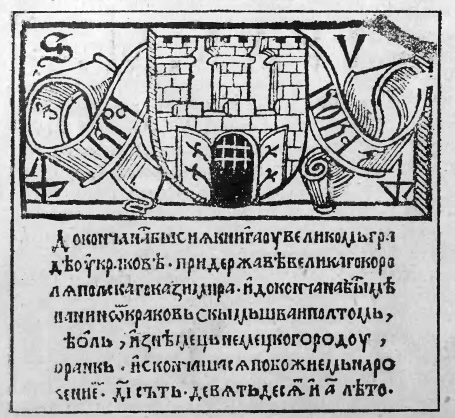
Кінцівка з видань Швайпольта Фіоля 1491 року — найстарших видань, друкованих у Кракові для українських і білоруських земель, поки католицьке духовенство їх не заборонило

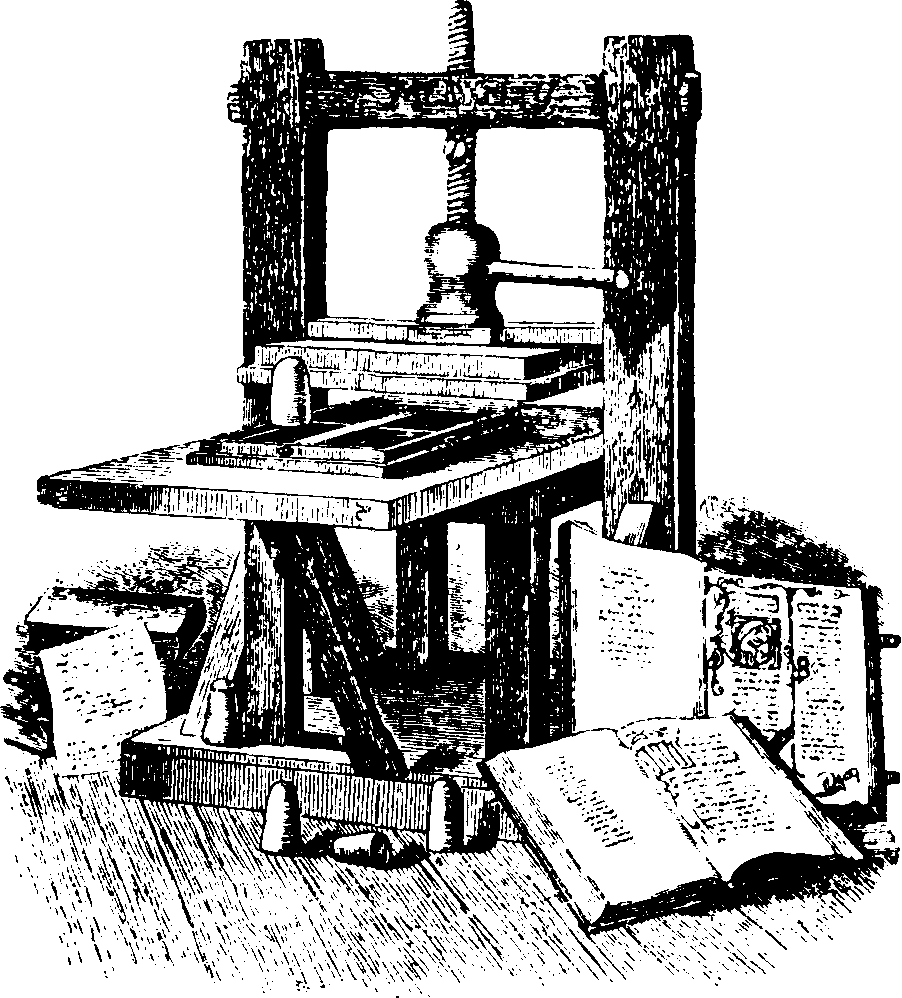
Друкарська машина, створена Йогансом Гутенбергом, якою користувався Фіоль

Уродженець міста Нойштадт-на-Айші над р. Айш у Франконії (Німеччина), німець або русин за походженням. Можливо, як мандрівний челядник, 1479 року прибув до Кракова, де того ж року отримав права міщанина як гаптувальника золотом («гафцяр золотар») (нім. Perlenhaftir). Мав власну справу перед 1483 роком, за посередництвом цеху золотарів знаходив учнів.
На кошти багатого краківського міщанина, райці, «правдивого гірничого короля Угорщини» (Йоганна Турзо) заснував друкарню на кириличних шрифтах, виготовлених Рудольфом Борсдорфом з Бравншвайґу. Фіоль перший надрукував книги церковно-слов'янською мовою: «Осьмогласник» (або «Октоїх», 1491, з українськими мовними ознаками) з дереворитом «Розп'яття», «Часословець» (1491), «Тріодь пісну» (не датована) і «Тріодь цвітну» (1491).
Друкування книг кирилицею зустріло спротив католицького кліру через буллу 1487 року папи Інокентія VIII щодо цензури друків. Незважаючи на те, що два сини Йоганна Турзо були каноніками (потім стали єпископами), йому було складно без зусиль владнати конфлікт. Цьому також сприяли «єретичні» погляди Швайпольта Фіоля, які він відкрито висловлював. 21 листопада 1491 Йоганн Турзо та його швагер Ян Тешнар виклали 1000 дукатів за Швайпольта Фіоля як поруку за умови, що він стане перед судом єпискупів після першого ж виклику. Через три дні Швайпольт Фіоль найняв захисника Яна з Клєпажа, однак Швайпольта Фіоля звинуватили в «єресі».
Книги були обкладені «секвестром», а Швайпольт Фіоль був ув'язнений. Йоганн Турзо не міг нічого «вирішити» в Кракові, тому звернувся до сина — члена Ґнєзненської капітули РКЦ. 19 січня 1492 була відмова примаса (архієпископа Гнезненського) та капітули в справі поширення книг руською мовою (тобто писемною українською).
22 березня 1492 Швайпольт Фіоль вийшов з ув'язнення, склавши перед судом (з найкращих краківських теологів і каноністів) «урочисту відмову від всіх закидів». Внаслідок конфлікту з місцевим кліром покинув Краків і жив у Левочі на сході Словаччини. За свідченням Захарії Копистенського, книги Фіоля були поширені на території сучасної України ще в 20-их роках XVII століття.
Збереглося 79 примірників видань Фіоля. Один з них — «Часословець» — зберігався в колекції одеського чиновника Олександра Тихоцького (1806 — після 1870), відомого в місті колекціонера стародруків (після його смерті колекція разом із «Часословом» була передана до бібліотеки Одеського (на той час Новоросійського) університету.
Швайпольт Фіоль проявив себе також як винахідник. 9 березня 1489 польський король Казимир видав майстрові привілей на винайдену ним машину для відпомповування води з шахт, призначену для свинцевих копалень в Олькуші.
1511 року мав права міщанина словацької Левочі. Останні роки життя провів у Кракові, жив на пенсію, яку виплачував агент Турзонів.
Був одружений з донькою заможного краківського різьбяра Міколая Любчича (з Ґлупчиць). Дружина якийсь час вела його «золотарські» справи. Дітей не мали..
У 2016 році на державному рівні в Україні відзначався ювілей — 525 років з часу виходу у світ перших друкованих староукраїнською мовою книжок у Кракові Швайпольтом Фіолем («Осьмогласник», «Часословець», «Тріодь цвітна» для церковного вжитку) (1491).